# Peruanische Männer-Handballnationalmannschaft
Die peruanische Männer-Handballnationalmannschaft repräsentiert den Handballverband Perus als Auswahlmannschaft auf internationaler Ebene bei Länderspielen im Handball gegen Mannschaften anderer nationaler Verbände.

## Geschichte
Die Federación Deportiva Peruana de Handball ist seit 2009 Mitglied in der Internationalen Handballföderation (IHF) und seit 2019 in der Süd- und zentralamerikanischen Handballkonföderation (SCAHC). Für ein großes internationales Turnier konnte sich die Auswahl bisher nicht qualifizieren.

## Turnierteilnahmen

### Panamerikameisterschaften
An der Handball-Panamerikameisterschaft der Männer nahm Peru einmal teil. Sie diente als Qualifikation zur Handball-Weltmeisterschaft der Männer. Die Panamerikameisterschaften wurden 2020 abgelöst von den Süd- und zentralamerikanischen Handballmeisterschaften und den Nordamerikanischen und karibischen Handballmeisterschaften. Bei ihrer einzigen Teilnahme verlor Peru alle vier Gruppenspiele sowie das Spiel um Platz 9.
- Panamerikameisterschaft 1980–2016: nicht teilgenommen
- Panamerikameisterschaft 2018: 10. Platz (von 11 Mannschaften)

### Süd- und zentralamerikanische Handballmeisterschaft
Seit der Austragung 2020 sind jeweils die besten drei Mannschaften der Süd- und zentralamerikanischen Meisterschaft für die Weltmeisterschaft im Folgejahr qualifiziert.
- Süd- und zentralamerikanische Meisterschaft 2020: nicht teilgenommen
- Süd- und zentralamerikanische Meisterschaft 2022: nicht teilgenommen

### Panamerikanische Spiele
Als Gastgeber der Panamerikanischen Spiele 2019 verlor Peru alle drei Gruppenspiele sowie zwei Spiele in der Platzierungsrunde.
- Panamerikanische Spiele 1987–2015: nicht teilgenommen
- Panamerikanische Spiele 2019: 8. Platz (von 8 Mannschaften)

### Südamerikaspiele
Bei den Südamerikaspielen 2018 gelang in der Vorrunde nach zwei Niederlagen ein 32:12-Sieg gegen Bolivien. In der Platzierungsrunde unterlag man Venezuela 20:29.
- Südamerikaspiele 2002–2014: nicht teilgenommen
- Südamerikaspiele 2018: 6. Platz (von 7 Mannschaften)

Kader: Andre Jesus Camborda Leon, Brian Cesar Paredes Vergara, Carlos Gianfranco Zerillo Villanueva, Carlos Mauricio Trelles Maldonado, Carlos Mauricio Velez Lazo, Diego Roberto Lopez Noriega, Eddy Eduardo Velarde Melendez, Evair Alberto Hurtado Gonzales, Fernando Buitron Marcet, Giancarlo Trelles Maldonado, Gianpierre Edson Gutelius Rodriguez, Homero Manuel Acuña Seminario, Joaquin Alexis Salas Cortes, Johan Corpus Rodriguez, Marcelo Infante Alvarez, Renzo Sebastian Cifuentes Espinoza.
- Südamerikaspiele 2022: nicht teilgenommen

### Juegos Bolivarianos
Bei den Juegos Bolivarianos verlor man 2017 drei von vier Gruppenspielen, nur gegen Bolivien gab es ein 51:14. 2022 verlor man alle vier Partien.
- Juegos Bolivarianos 2017: 4. Platz (von 5 Mannschaften)
- Juegos Bolivarianos 2022: 5. Platz (von 5 Mannschaften)

### IHF South and Central American Emerging Nations Championship
Bei der vom Weltverband ausgerichteten IHF South and Central American Emerging Nations Championship nahm Peru 2018 teil. In der Gruppenphase gewann die Auswahl gegen Bolivien und Guatemala und verlor gegen Französisch-Guayana. Im Viertelfinale setzte man sich gegen Ecuador mit 32:31 durch, im Halbfinale folgte eine 21:25-Niederlage gegen Kolumbien. Im Spiel um Platz 3 besiegte man Guatemala mit 29:24.
- IHF South and Central American Emerging Nations Championship 2018: 3. Platz (von 11 Mannschaften)